# 東学寺 (浦安市)
東学寺（とうがくじ）は、千葉県浦安市にある真言宗豊山派の寺院。

## 歴史
永禄年間（1558年 - 1570年）、常誉法印によって開山された。その後、1680年（延宝8年）に賢政によって中興された。しかし1880年（明治13年）の火災で全焼した。1915年（大正4年）にようやく再建された。
往時は境内とは別個に寺有地として2反1畝1歩（約21アール）の田圃があったが、農地改革で没収されてしまった。
当寺の本尊は、「亀乗薬師如来」と称する薬師如来である。1570年（元亀元年）に海中から拾い上げた薬師像を与八郎が当寺に奉納したものである。

## 交通アクセス
- 浦安駅より徒歩11分。